# إيكا كلاين
إيكا كلاين (بالألمانية: Aika Klein)‏ هي متزلجة على مسار قصير ألمانية، ولدت في 26 نوفمبر 1982 في روستوك في ألمانيا.

## وصلات خارجية
- إيكا كلاين على موقع ShortTrackOnLine.info (الإنجليزية)
- إيكا كلاين على موقع اللجنة الأولمبية الدولية (الإنجليزية)
- إيكا كلاين على موقع أوليمبيديا (الإنجليزية)